# Fruit Tree (компания)
Fruit Tree — американская продюсерская кинокомпания, основанная Эммой Стоун и Дэйвом Маккери в 2020 году.

## История
В августе 2020 года Эммой Стоун и Дэйвом Маккери было объявлено о запуске продюсерской кинокомпании, заключив сделку с телеканалом A24 на First-look deal. В октябре того же года к компании присоединился продюсер Али Хертинг.
В январе 2022 года на кинофестивале Сандэнс был показан первый фильм компании «Когда ты закончишь спасать мир». Компания также выпустила «Проблемный» и «Я видел свечение телевизора».
Компания в 2023 также выступила продюсером для телесериала Showtime «Проклятие» где Эмма Стоун также исполнила главную роль. Компания также выступит продюсером для телесериала «Маленькие фильмы» от HBO и фильма «Мерцания в темноте» от MAX.

## Фильмография

### Фильмы
| Год  | Название                       | Дистрибьютор         |
| ---- | ------------------------------ | -------------------- |
| 2023 | Когда ты закончишь спасать мир | A24                  |
| 2024 | Проблемный                     | A24                  |
| 2024 | Я видел свечение телевизора    | A24                  |
| 2024 | Настоящая боль                 | Searchlight Pictures |

### Телевидение
| Год  | Название         | Телесеть |
| ---- | ---------------- | -------- |
| 2023 | Проклятие        | Showtime |
| 2024 | Фантазмы         | HBO      |
| TBA  | Маленькие фильмы | Max      |